# Ali Najab
Ali Najab, né le 31 décembre 1943 à Taza ou Maghraoua (en) et mort le 26 novembre 2024 à Rabat, est un officier marocain, capitaine des Forces royales air.
Capturé le 10 septembre 1978 par le front Polisario pendant la guerre du Sahara occidental, il témoigne après sa libération 25 ans plus tard des conditions de vie des prisonniers marocains à Tindouf, quartier général du Polisario situé en territoire algérien.

## Biographie
Ali Najab est né en 1943 à Taza ou Maghraoua (en), de Hadhoum Bent Belkacem et Mohamed Najab Ben Abdesslem,. Sa mère appartient à la tribu zénète des Ait Ouarain et son père à la tribu des Ait Ouarain.
Il est formé à San Antonio au Texas, à l'école de l'air de Salon-de-Provence, au centre d'instruction de la chasse de Tours puis en Iran.
En 1978, il est chef d'escadrille. Volant sur un chasseur Northrop F-5A à 50 kilomètres de Smara, il est abattu et capturé par le Front Polisario. Il rencontrera plus tard le commandant de la position marocaine proche de son lieu de crash, qui a mis 40 minutes à le rejoindre à cause d'un contre-ordre, ce qui a laissé au Polisario le temps de le capturer. Il raconte avoir été interrogé par des officiers algériens.
Il refuse d'insulter le roi Hassan II, tente de protéger un autre prisonnier et de s'évader, ce qui l'expose à de nombreuses tortures de la part de ses geôliers. Grâce à sa rencontre avec Andrew Young lors d'une visite de ce dernier à Tindouf en 1980, sa femme Atika Saiagh reçoit pour la première fois de ses nouvelles puis peut échanger des colis grâce au comité international de la Croix-Rouge. Il est libéré le 1er septembre 2003 après 25 ans de captivité. Il retrouve alors sa fille Ôla qui avait trois ans en 1978 et qui est alors enceinte.
Il témoigne à de nombreuses reprises de ses conditions de détention et des sévices du Front Polisario,,. En 2005, le colonel-major en retraite Kaddour Terhzaz lui fait passer une note sur le manque de protection des chasseurs F-5 à l'époque, ce qui mène le colonel-major en prison lorsque la note est divulguée en novembre 2008. Il déplore également le manque de suivi par le Maroc des prisonniers revenus de Tindouf vieillis de nombreuses années.
Ali Najab meurt à Rabat le 26 novembre 2024 à l'âge de 81 ans,.